# Pegaso Z-403 Monocasco
El Pegaso Z-403 Monocasco era un autobús de dos niveles (monocasco) que fue construido por la empresa española Enasa entre 1951 y 1957. Poseía 124 CV de potencia, con un motor diésel asimétrico montado en el centro. No se ha confirmado que haya sobrevivido ninguna unidad hasta nuestros días, pero se especula con que compañías aéreas, especialmente Iberia, conserven alguno.

## Diseño y mecánica
El primer diseño del Z-403 data de 1949. Tenía notables contribuciones al servicio del pasajero por su seguridad y comodidad. Era considerado un vehículo "Pullman" gracias a sus comodidades y amenidades. En su versión estándar estaba equipado con radio, barra de bar y estantes para libros.
El modelo ofrecía una sola estructura monocasco que permitió un mejor uso del espacio, con todas las unidades mecánicas establecidas en el inferior del vehículo, aisladas del compartimento de pasajeros en la parte central del conjunto. Su cubierta superior mejoró la opinión de los pasajeros y permitió un mejor espacio para el equipaje. 
El vehículo tenía una longitud total de 10 metros y capacidad para transportar de 37 (Para la versión Pullman) a 45 personas (Para la versión Lujo) sentadas, en función de la comodidad deseada, y con una buena visibilidad. El conjunto de la carrocería pesaba 3 toneladas, alcanzando apenas 4,8 t cuando se añadían todos los componentes mecánicos; esta es una cifra muy baja para un vehículo de este tamaño.
Para asegurar una mayor comodidad se dotó de una suspensión delantera independiente, utilizando brazos y barras transversales de torsión. El habitáculo superior de pasajeros estaba construido enteramente de una aleación ligera.
El motor Pegaso diésel de 125 CV estaba montado en la parte central del vehículo, en el espacio debajo de la media cubierta superior, garantizando una buena distribución del peso y que le confería una alta estabilidad. Es el mismo tipo de motor utilizado hasta el momento por el resto de vehículos de la marca, de 6 cilindros y con 9,3 L de cilindrada. También se desarrolló una versión de gasolina y 145 CV de potencia, que sin embargo nunca pasó más allá del prototipo debido a su alto consumo de combustible.
La construcción del vehículo era íntegramente metálica. En la época, no existía el plástico ni la fibra para las planchas de la carrocería. La solidez y resistencia de ésta era notable, además debía soportar el duro trato de las pésimas carreteras españolas de los años 50, teniendo que enfrentarse a puertos de montaña y pasos muy complicados, con lo cual era necesaria una gran robustez. También es reseñable la rigidez de su estructura frente a accidentes con vuelcos, habiéndose accidentado una unidad y sufriendo sólo daños de chapa y cristales. 
El modelo fue desarrollado en la planta de Pegaso en Barcelona y se fabricaron un total de 1186 unidades. Sus principales clientes fueron las líneas aéreas españolas Iberia y Aviaco, y el operador de viajes Atesa.

## Galardones
El Z-403 fue presentado a dos concursos de autocares en San Remo, en 1952 y 53. Fue el ganador de ambos, siendo los trofeos aún hoy conservados en el Museo de Historia de la Automoción de Salamanca.